# Петрокосмея
Петрокосмея (лат. Petrocosmea) — род цветковых растений семейства Геснериевые, состоящий из 27 видов растений.

## Ботаническое описание

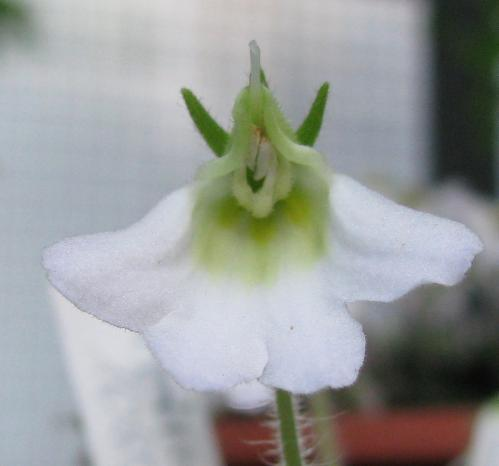
Petrocosmea rosettifolia

Виды рода Петрокосмея — многолетние травянистые растения.
Стебли у видов рода Петрокосмея отсутствуют.
Количество листьев — от нескольких до множества.
Листья у растений рода Петрокосмея черешковые, яйцевидные или округлые.
В цветке 2 тычинки.
Число хромосом: 2n = 32, 34.

## Распространение
Большинство видов рода Петрокосмея являются эндемичными для высокогорных районов на западе Китая, хотя некоторые из них встречаются в других частях Азии.

## Виды
По информации базы данных The Plant List, род включает 23 вида:
- Petrocosmea barbata W.G.Craib
- Petrocosmea begoniifolia C.Y.Wu ex H.W.Li
- Petrocosmea cavaleriei H.Lév.
- Petrocosmea coerulea C.Y.Wu ex W.T.Wang
- Petrocosmea confluens W.T.Wang
- Petrocosmea duclouxii W.G.Craib
- Petrocosmea flaccida W.G.Craib
- Petrocosmea forrestii W.G.Craib
- Petrocosmea grandiflora Hemsl.
- Petrocosmea grandifolia W.T.Wang
- Petrocosmea iodioides Hemsl.
- Petrocosmea longipedicellata W.T.Wang
- Petrocosmea mairei H.Lév.
- Petrocosmea martini (H.Lév.) H.Lév.
- Petrocosmea menglianensis H.W.Li
- Petrocosmea minor Hemsl.
- Petrocosmea nervosa W.G.Craib
- Petrocosmea oblata W.G.Craib
- Petrocosmea qinlingensis W.T.Wang
- Petrocosmea rosettifolia C.Y.Wu ex H.W.Li
- Petrocosmea sericea C.Y.Wu ex H.W.Li
- Petrocosmea sichuanensis Chun ex W.T.Wang
- Petrocosmea sinensis Oliv.